# Пизоњо (Новара)
Пизоњо је насеље у Италији у округу Новара, региону Пијемонт.
Према процени из 2011. у насељу је живело 170 становника. Насеље се налази на надморској висини од 481 м.